# 朝鮮聘礼使淀城着来図

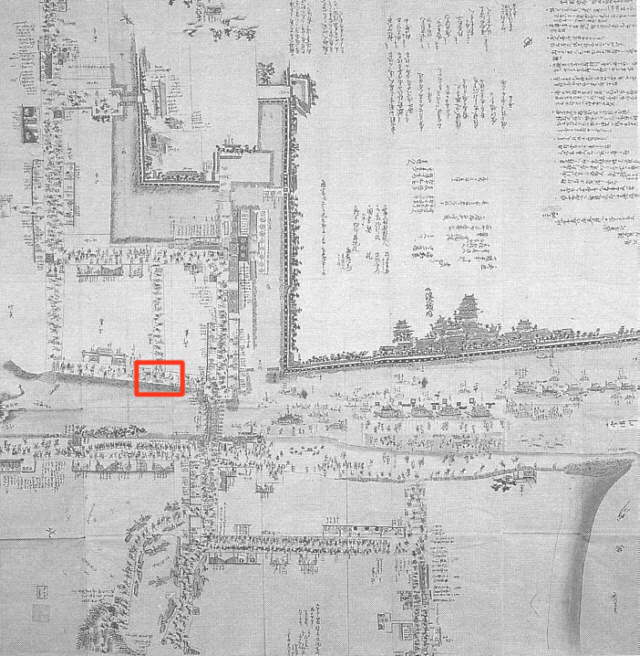
朝鮮聘礼使淀城着来図（全体図／原画は彩色）

朝鮮聘礼使淀城着来図（ちょうせんへいれいしよどじょうちゃくらいず）は延享度(1748年)の朝鮮通信使の船団が淀に着岸し、淀城下を行進する様子を描いた縦138.0cm、横139.9cmの彩色図。淀藩の饗応役を務めた渡辺善右衛門守業の筆になり、同人の記した『朝鮮人来聘記』の付図にあたる。

## 概要
朝鮮通信使を描いた絵画史料であるが、原本は昭和初期から2004年に京都大学で再発見されるまで所在不明となっており、長らく複製が研究者に知られる程度にとどまり、同じく朝鮮通信使を描いたものであっても江戸図屏風（国立歴史民俗博物館蔵）や今井町本を始めとする洛中洛外図屏風などの屏風絵のように広く一般に認知されたものではなかった。

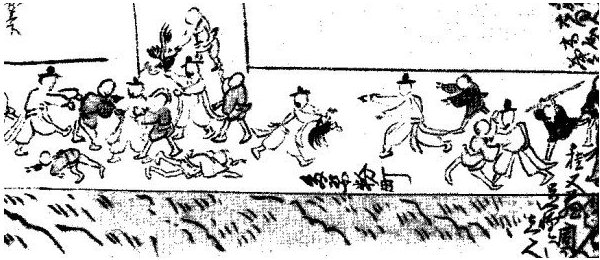
赤枠部分拡大図

この図を所蔵していた京都大学の藤井譲治教授（日本史学）は、この着来図について『日本の子どもと遊んだり、鶏を一緒に追いかける朝鮮人の姿が活き活きと描写され、日本の民衆と交流していた様子がわかる』と解説しているが、右掲の部分拡大図では数人が地面に倒れており、棒を持って通信使に討ちかかっている人物も見える。　また、本図には船団に先駆けて川底の砂をさらいながら進む浚渫船や、船団の接岸のために人夫達が提灯の明かりの下で徹夜の浚渫作業を行う様が描かれているが、それらの浚渫や綱引人足などの労役、また川沿いに連ねた夜間の篝火の費用は流域農村の負担とされ、朝鮮通信使の来朝は沿道農民に多大な負担を強いるものでもあった。
なお、大阪から淀川を遡ってきた朝鮮通信使一行は、この淀からは陸路となり、京都を経て、東海道を江戸へと向かう。

## 赤枠部分の図及び『朝鮮人来聘記』の解釈について

### 『日韓中の交流』の解釈
書籍『日韓中の交流』において、著者の1人ロナルド・トビは、図の赤枠部分（右図）について『船着場から上陸して町の中をうろついていた朝鮮通信使一行が、町人が飼っているニワトリを盗んで逃げようとし、日本人とけんかになっている。』とし、当時の浮絵などの唐人行列図にみられる賄い唐人（まかないとうじん）など他の資料と同様に、朝鮮人の肉食文化が当時の日本の目によく映らなかったことを示す資料として引用している。同時に『朝鮮人来聘記』に「三韓征伐を史実とし、それを根拠に通信使が朝貢使節であるとする記述がある」点を指摘した上で「平和外交であったはずの朝鮮通信使が、のちの韓国併合・征韓論に繋がったのではないか」と指摘している。

### 京都市歴史資料館の見解
京都市歴史資料館は京都新聞において、ネット上で出回ってるのは一部をトリミングした画像が大半だが、図全体や記録をみると、盗んでいるとは断定できないとの見解を示している。同資料館は、当時の様子を詳細に記録した「朝鮮人来聘記」には、鶏が逃げ出した記録はあるが窃盗の記述はないので、絵図の作者に使節を非難する意図があったとは考えにくいと主張したうえで、絵図全体を見ると、鶏を手にした使節の上には使節の食材などを準備した建物「下行所」があり、鶏が民家で飼われていたものではなく使節のために用意されたものだった可能性を指摘している。また、絵図には、暴れる馬を使節が取り押さえる様子も描かれているため、下行所から逃げた鶏を使節が捕まえようとしたとの見方もできるとしている。

## 参照
1. 1 2  読売新聞2004年5月4日大阪朝刊28面
2. ↑  淀温古会　複製
3. ↑  本図について「浚渫船が五隻、河底の砂をさらいながら進む。（中略）また延べ四万人の助郷によってさかのぼってきた船団の接岸のために、千五百人の人夫が高張提灯三千張の明かりの下で徹夜の浚渫作業をしている様を描いている。」　『朝鮮通信使往来』（辛基秀／ 労働経済社）
4. ↑  『図説　朝鮮通信使の旅』（明石書店）より「淀川をさかのぼった朝鮮通信使」節（中島三佳　執筆）
5. ↑  『日韓中の交流』 吉田光男編 山川出版社 2004年　ISBN 4634474409
6. ↑  京都新聞2010年4月9日朝刊掲載：但し京都新聞に掲載された画像では赤枠部分拡大図の右端に描かれた棒を振り上げた日本人の部分は写っていない。